# Archambaud de Talleyrand

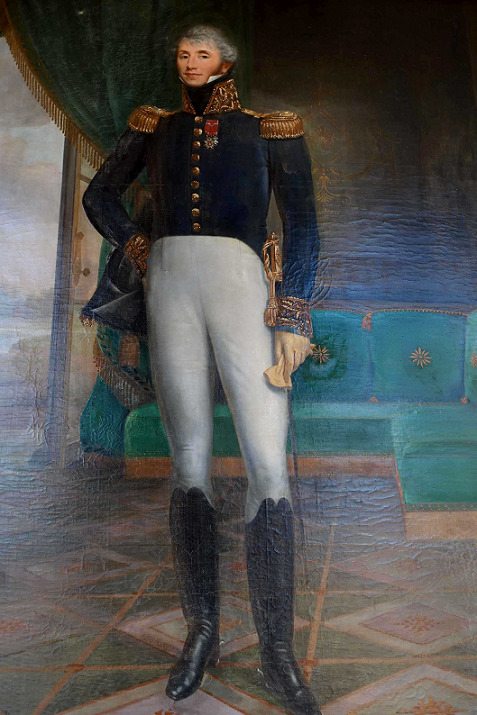
Portrait zwischen 1800 und 1838

Archambaud-Joseph de Talleyrand-Périgord (* 1. September 1762 in Paris; † 28. April 1838 in Saint-Germain-en-Laye) war ein französischer Adeliger und Soldat.

## Leben
Archaumbaud war der Sohn von Charles Daniel de Talleyrand-Périgord, Comte de Talleyrand (1734–1788), und Alexandrine de Damas d’Antigny (1728–1809). Er entstammte einer Familie des Hochadels, die in Versailles hohe Ämter begleitete, sich aber in einer schwierigen wirtschaftlichen Lage befand. Seine Eltern hatten bereits zwei Söhne, Alexandre (1752–1757) und Charles-Maurice (1754–1838), und bekamen nach ihm noch zwei weitere Kinder, Boson (1764–1830) und Louise, die 1771 im Säuglingsalter starb.
Den Vornamen Archambaud erhielt er, um an die Linie der Grafen von Périgord zu erinnern, die aus vielen Persönlichkeiten mit diesem Vornamen bestand. Er trug die Anrede Comte de Périgord als jüngerer Bruder des Comte de Talleyrand.
Da sein ältester Bruder jung starb und Charles-Maurice aufgrund eines Klumpfußes eine kirchliche Laufbahn einschlug, stand er im Mittelpunkt der Aufmerksamkeit seiner Eltern. Ihm wurde auch das Erstgeburtsrechts zugesprochen. Wie für das Familienoberhaupt allgemein akzeptiert schlug er die militärische Laufbahn ein.

### Heirat und Offizier in Frankreich
1770 heiratete er im Alter von 17 Jahren Sabine Olivier de Senozan de Viriville (1764–1794), eine entfernte Cousine seiner Mutter und reiche Erbin. Diese Verbindung wurde von manchen als Mesalliance angesehen. Die versprochene Mitgift, darunter zahlreiche Ländereien und insbesondere die Château Rosny, berechtigte ihn nun, den Titel Marquis de Rosny zu tragen.
Laut Emmanuel de Waresquiel wurde diese Verbindung von Charles-Maurice als „Schlag ins Gesicht“ empfunden. Er verlor sein Geburtsrecht und einen Teil des Familienvermögens zugunsten des jungen Bräutigams und blieb den Feierlichkeiten auffallenderweise fern.
In den 1780er Jahren gehörte der Conte von Périgord zur Gruppe der Dandys in Versailles und besuchte regelmäßig die Bälle und Feste des Hofes, dessen anerkanntes und geschätztes Mitglied er war, mehr wegen seines Aussehens als wegen seiner Intelligenz. Etwa zu dieser Zeit entdeckte er seine drei Berufungen: Frauen, Glücksspiel und Schulden.

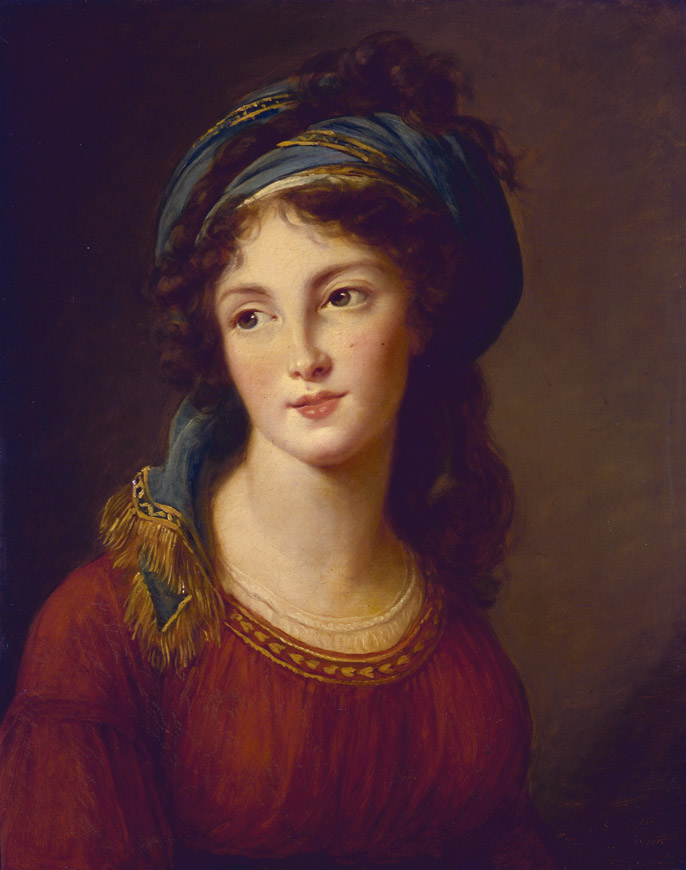
Aglaé de Polignac, Duchesse von Guiche

Er war körperlich angenehm, charismatisch und diskret in seinen Beziehungen und hatte viele Abenteuer mit Damen des Hochadels. Im Februar 1786 hatte er eine Beziehung mit Aglaé, Duchesse von Guiche, aber die unerwartete Ankunft ihres Mannes zwang ihn, durch ein Fenster im ersten Stock zu fliehen. Von einem Wachmann entdeckt, wurde er verhaftet, erkannt und entkam mit einem geprellten Knie. Die Affäre machte unter den Höflingen die Runde, die sie sehr amüsierten, und erreichte die Ohren von Ludwig XVI., der erklärte: „Da es unbedingt notwendig ist, von Huren umgeben zu sein, sollten wir sie wenigstens alle im Erdgeschoss unterbringen; wir laufen dann nicht mehr Gefahr, uns das Genick zu brechen, wenn wir, wenn wir sie besuchen wollen, durch das Fenster gehen müssen.“ Einen Monat nach dieser Affäre wurde er, wahrscheinlich um ihn vom Hof fernzuhalten, zum zweiten Oberst des Provence-Regiments von Monsieur, dem Bruder des Königs, ernannt.
Dieses wankelmütige Temperament schien jedoch ein gutes Verhältnis mit seiner Frau nicht verhindert zu haben. Sie bekamen drei Kinder: Louis (1784–1808), Françoise Xavière (1785–1863) und Alexandre Edmond (1787–1872). Das Paar half Charles-Maurice auch, indem es ihm ein Darlehen von fast 135.000 Livres garantierte, die er für die Ernennung zum Bischof von Autun benötigte.

### Revolution und Auswanderung
Während der Revolutionszeit begleitete Archambaud seine Bruder. Man sah ihn als Ersatzabgeordneten an den Sitzungen der Nationalversammlung. Er lebte im Faubourg Saint-Germain und wurde manchmal in Begleitung von Boson oder Charles-Maurice im Club de Valois gesehen, einem von Sieyès gegründeten politischen Club. Gleichzeitig wurde er zum Oberst des Regiments Chasseur d’Alsace ernannt.
Im Jahr 1792 wurde Archambaud von seinem Bruder, der einen Richtungswechsel der Revolution spürte, zur Auswanderung gedrängt. Er schloss sich der Armee der Emigranten in Koblenz an. Um der Beschlagnahmung ihres Besitzes zu entgehen, ließ er Frau und Kinder in Frankreich zurück. Als die Countess jedoch versuchte, ihrem Mann nach Großbritannien zu folgen, wo er Oberst eines Regiments war, wurde sie verhaftet. Anfangs war sie im Gefängnis Saint-Lazare und wurde anschließend in die Conciergerie gebracht, wo das Revolutionstribunal sie zum Tode verurteilte. Am 9. Thermidor des Jahres II (27. Juli 1794), wenige Stunden vor dem Sturz Robespierres, wurde sie auf dem „letzten Karren“ der Verurteilten begraben. Ihr Leichnam wurde zusammen mit denen vieler anderer Opfer des Terrors in einem Massengrab auf dem Cimetière de Picpus beigesetzt.
Ihr Tod traf ihren Ehemann und ihren Schwager mit großer Trauer, da sich letzterer zu dieser Zeit in den Vereinigten Staaten aufhielt. Archambaud beschloss daher, nach London zurückzukehren, wo sich der Exilhof des Conte de Provence und des Conte de Artois befand, und war 1795 an der verheerenden Invasion von Quiberon beteiligt, wo sein Bruder Boson Oberstleutnant der Legion de Périgord war. Archambaud vergaß jedoch seine Gewohnheiten nicht und hatte eine Affäre mit der Gräfin von Balbi, der Favoritin des Conte de Provence, die wenig später Zwillinge zur Welt bringen sollte. 1798 gelang es ihm, nach Frankreich zurückzukehren, wo er sich unter falschem Namen in Neuilly versteckte und dann bei der Gräfin von Jarnac Unterschlupf fand, wo er mit seinen Kindern wiedervereint wurde.

### Kaiserreich
Während des Ersten Kaiserreiches profitierten die Talleyrands von der wichtigen Stellung, die Charles-Maurice innehatte. Dank seines Einflusses begnadigte Bonaparte 1801 Boson und Archambaud und strich sie von der Emigrantenliste. Archambaud jedoch rechnete damit, dass er als Regimentschef der englischen Regierung noch Sold ausstehen hatte, und reiste mit dem Segen seines Bruders nach London, um ihn abzuholen. Dieses Vorgehen erzürnte Bonaparte zutiefst, und er beschloss, die Brüder aus Paris fernzuhalten. Anlässlich der Hochzeit von Charles-Maurice mit Catherine Worlee kehrten sie nach Paris zurück.
Im Jahr 1803 heiratete seine Tochter Françoise Xavière Just de Noailles. Ihr wurden auch Lucien, Louis Bonaparte oder Eugène de Beauharnais als Ehemänner angeboten, aber Archambaud lehnte sie ab. 1812 wurde Françoise Xavière zur Hofdame der Kaiserin ernannt.
Am 18. Juni 1808 starb Louis, Archambauds ältester Sohn, in Berlin an einem entzündlichen Fieber. Es war ein schwerer Schlag für die ganze Familie. Archambaud Bruder Charles-Maurice, der große Hoffnungen in diesen jungen Mann gesetzt hatte, der mutig, intelligent und von Berthier geschätzt war, musste sich auf Edmond konzentrieren, der nicht über die Fähigkeiten seines älteren Bruders verfügte. So heiratete dieser die junge Dorothea von Kurland nach zahlreichen Verhandlungen seines Onkels mit den Herzögen von Kurland und Zar Alexander I.
Während dieser Zeit verkehrte Archambaud in den Pariser Salons, hatte jedoch kein offizielles Amt inne, da Napoleon ihn vom Hof entfernt hatte. Sein Leben lässt sich als Glücksspiel zusammenfassen, bei dem er große Summen verlor und das restliche Vermögen seiner Frau ausgab.

### Restauration und Lebensende
Zu Beginn der ersten Restauration, als Charles-Maurice an der Spitze der provisorischen Regierung stand, spielte Archambaud an der Seite seines Bruders eine untergeordnete Rolle. Am 10. April 1814 empfing ihn der Zar in Begleitung seiner Schwiegertochter im Hotel Talleyrand, wo er residierte. Am 4. Juni 1814 wurde er von Ludwig XVIII. zum Feldmarschall ernannt. Nach der Herrschaft der Hundert Tagen diente er als Abgesandter beim König, um ihm zu versichern, dass eine Rückkehr nach Paris ohne die Unterstützung Fouchés unmöglich sei.
Archambaud sollte seinem Bruder als Pair de France nachfolgen und wurde 1817 per königlichem Dekret zum Duc de Talleyrand ernannt. Im selben Jahr wurde er als Generalleutnant in den Ruhestand versetzt. Er bereiste weiterhin die Welt und besuchte seinen Bruder oft auf dessen Ländereien in Valençay, insbesondere um im Wald von Gâtines zu jagen.
In seinen letzten Tagen litt er an einer Lähmung und starb am 28. April 1838, drei Wochen vor seinem älteren Bruder. Sein Leichnam wurde in die Krypta von Valençay überführt.